# Amarre de amor

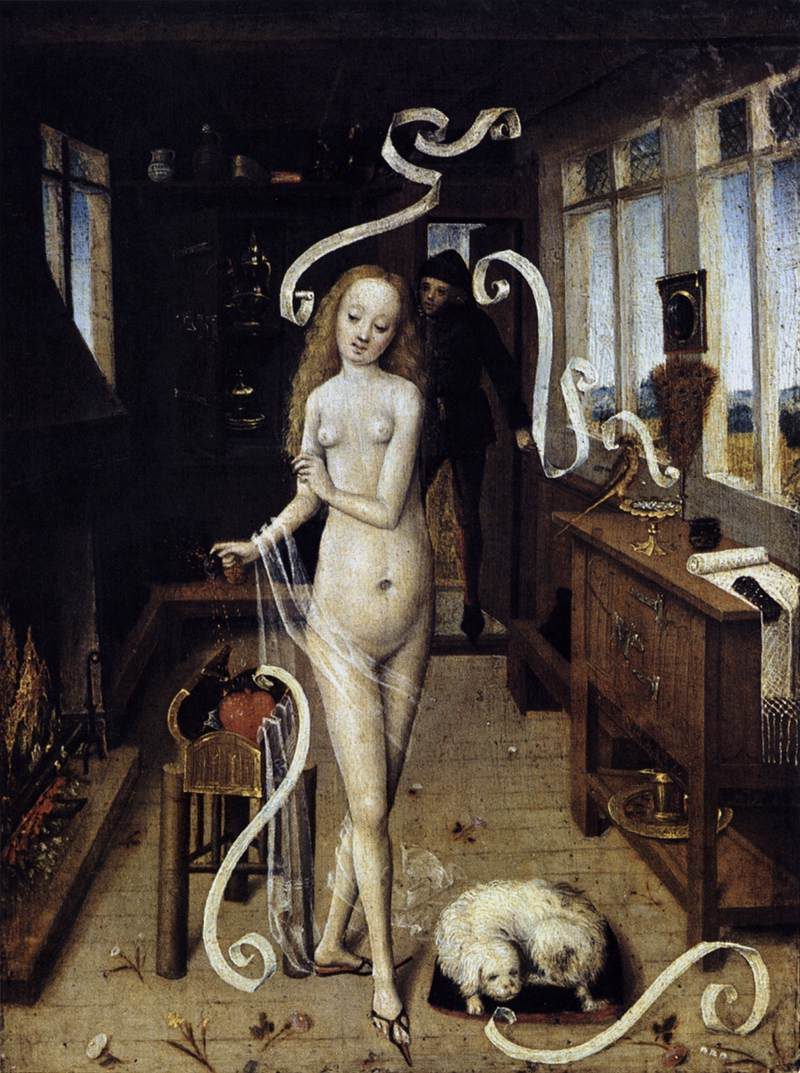
Cuadro representando un hechizo de amor en el siglo

Un amarre de amor, también conocido como hechizo de amor, se refiere a la creencia de que es posible influir en los sentimientos de una persona a través de prácticas de magia para conseguir que se enamore de otra. A través de la realización de ciertos rituales, generalmente vinculados al esoterismo, se busca establecer un vínculo afectivo profundo entre dos individuos, con el objetivo de fomentar una relación de pareja que podría culminar en el matrimonio, aunque este proceso implica la falta de consentimiento de una de las partes, al encontrarse condicionada su voluntad por una fuerza sobrenatural. Muchas de estas prácticas se conservan hoy como parte del folclore de un pueblo.

## Historia
Desde tiempos remotos es posible encontrar registros sobre la creencia en que es posible intervenir en el amor de dos personas usando algún tipo de magia, creando así un amarre o atadura indisoluble entre ambos. En Mesopotamia, sacerdotes sumerios invocaban a la diosa Inanna con la intención de que ésta influyera en los sentimientos amorosos de una persona, atribuyéndole la capacidad de poder intervenir en la mente y el corazón. Lo mismo sucedió con otros pueblos próximos, como los acadios, quienes hacían lo mismo invocando a Ishtar. En el Antiguo Egipto, era habitual que los hombres consultaran a sacerdotes para la elaboración de hechizos destinados a conquistar a la mujer de su interés. Sin embargo, también se ha descubierto un papiro que documenta el caso de una mujer que recurrió a un espíritu con el objetivo de invadir los pensamientos y estimular el deseo sexual de un hombre.Del mismo modo, los antiguos griegos recurrían a Afrodita y Eros con plegarias y rituales que buscaban la belleza propia con tal de atraer sexualmente al ser amado, como también la petición por el amor de esa persona.
A lo largo de la historia también han sido utilizados amuletos con los cuales se creía que se podía atraer a personas con fines amorosos o sexuales. Investigaciones arqueológicas han encontrado talismanes, anillos, broches y otros tipos de objetos que prometían éxito en lo amoroso a quien lo portara.
Durante la Inquisición, fueron reportados múltiples casos de personas que practicaban la magia para fines amorosos y sexuales, siendo estas prácticas condenadas y perseguidas por la Iglesia católica.

## Prácticas
Existen diferentes prácticas vinculadas a querer influir en los sentimientos románticos y en la atracción sexual de una persona, especialmente en casos de amor no correspondido, que no es lo mismo que un amor platónico en su esencia. Ha sido publicado suficiente material literario, incluyendo libros sobre magia y hechizos, enfocado específicamente en la enseñanza de rituales y prácticas relacionadas con amarres amorosos. Una de los métodos más comunes involucra el uso del vudú, que se lleva a cabo mediante la creación de muñecos que simbolizan a la persona que se desea atraer. Esta técnica implica la realización de rituales, conjuros y hechizos con el objetivo de fomentar un vínculo emocional profundo con el individuo en cuestión. Otra práctica que se menciona con cierta frecuencia es la elaboración del agua de calzón, un brebaje a partir de prendas íntimas de una persona, como las bragas en las mujeres y los calzoncillos en los hombres, con la creencia de que su consumo podría inducir emociones de enamoramiento en quien lo ingiera.
Actualmente, en varios países se observa la circulación de avisos publicitarios, carteles y volantes de individuos que se presentan como expertos en prácticas de la magia del amor. Estas personas aseguran poder ayudar a unir parejas, recuperar relaciones amorosas pasadas, revitalizar la actividad sexual en una pareja estable o restaurar la fidelidad tras una infidelidad, todo ello a cambio de una remuneración económica.

## En la cultura popular
- La serie mexicana Amarres (2021) narra la historia de una mujer que, siendo madre soltera de tres hijos de diferentes padres, opta por retomar el oficio de su abuela en el ámbito de la creación de amarres de amor tras sufrir un accidente.[10]